# Arthur Heinrich Lippert
 Arthur Heinrich Lippert (* 13. Januar 1879 in Waldheim in Sachsen; † 13. Juni 1948 in Dresden) war ein deutscher Modelleur und Bildhauer.

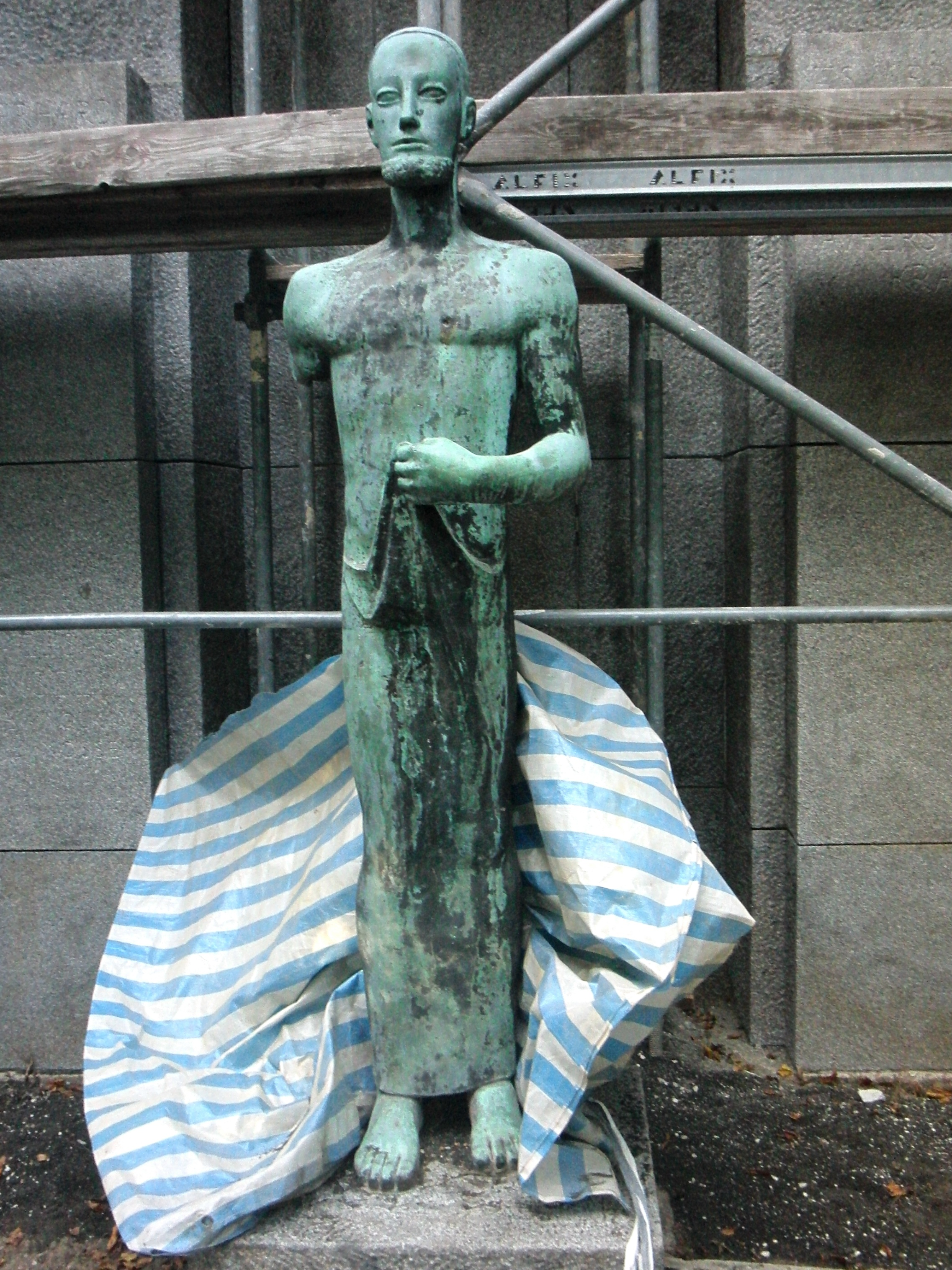
Bronzefigur Christus als Sämann, Erbbegräbnisstätte Hänsel auf der Radewitzer Höhe bei Nossen, Figur wurde wieder vervollständigt Stand:10-2014

## Leben
Arthur Heinrich Lippert war Sohn des Stuhlbauers Heinrich Traugott Lippert und dessen Frau Annemarie Auguste, geborene Höhle. Nach der Volksschule in Waldheim begann er eine Lehre zum Holzbildhauer und begab sich anschließend auf Wanderschaft in Österreich, Frankreich und in der Schweiz. Anschließend studierte er an der Dresdner Kunstgewerbeschule. Im Jahr 1907 setzte er sein Studium an der Dresdner Kunstakademie fort, wo er Meisterschüler bei Robert Diez war. Im Jahr 1926 ließ er sich als freischaffender Bildhauer in der Villa Johanna an der Friedrich-Hegel-Straße in Dresden-Plauen nieder. Bis 1934 hatte er auch ein zweites Atelier in der Mathildenstraße. Im Jahr 1948 starb er in Dresden und wurde auf dem Oberen Plauenschen Friedhof beerdigt.

## Werke (Auswahl)
- Reliefplastiken für die Sächsische Staatsbank Dresden (Seestraße 18)
- 1919: plastischer Fassadenschmuck für die Wohnsiedlungen der Eisenbahner-Baugenossenschaft Dresden-Cotta
- 1931: Bronzefigur Christus als Sämann, Erbbegräbnisstätte Hänsel auf der Radewitzer Höhe

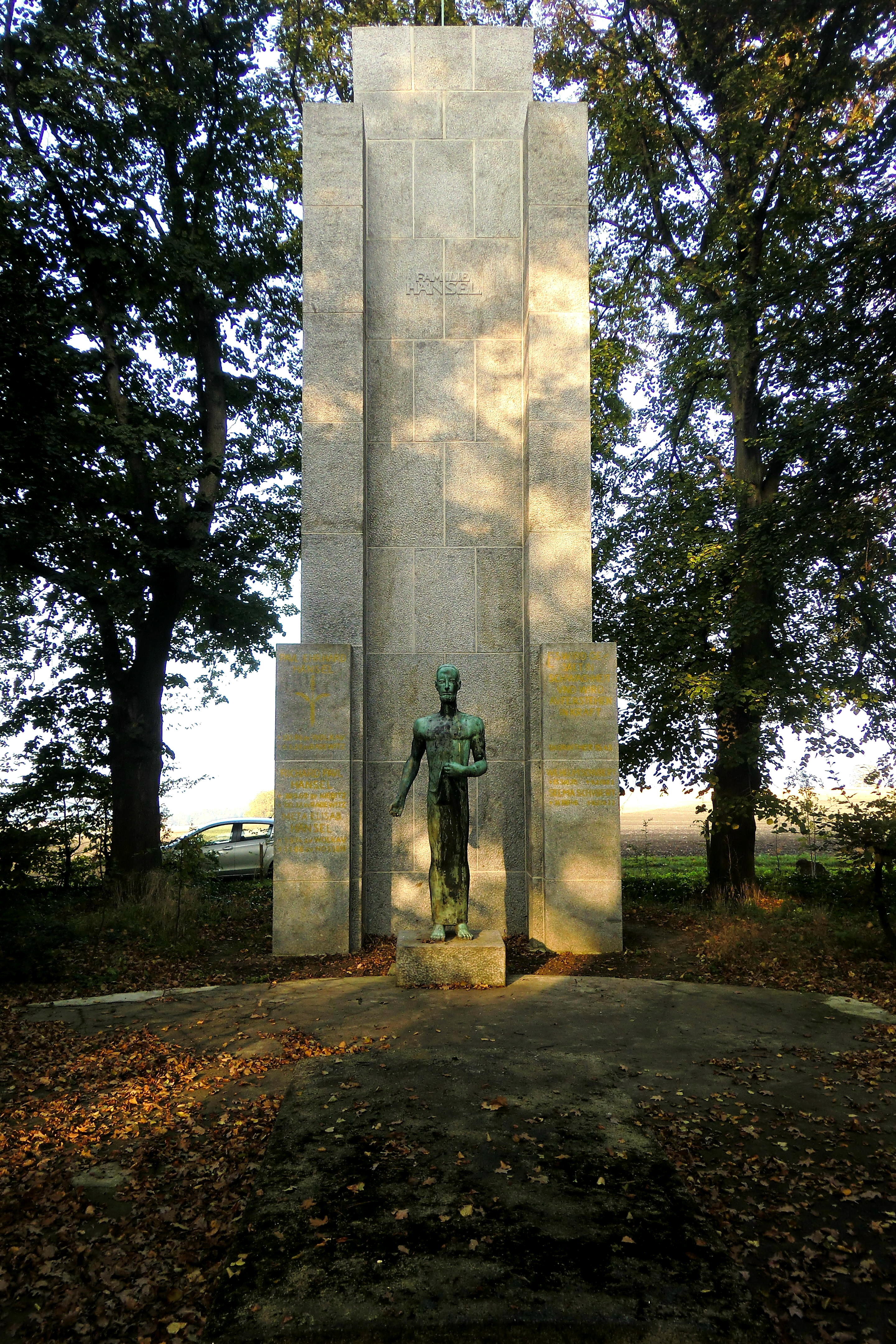
Erbbegräbnisstätte Hänsel, Christus als Sämann
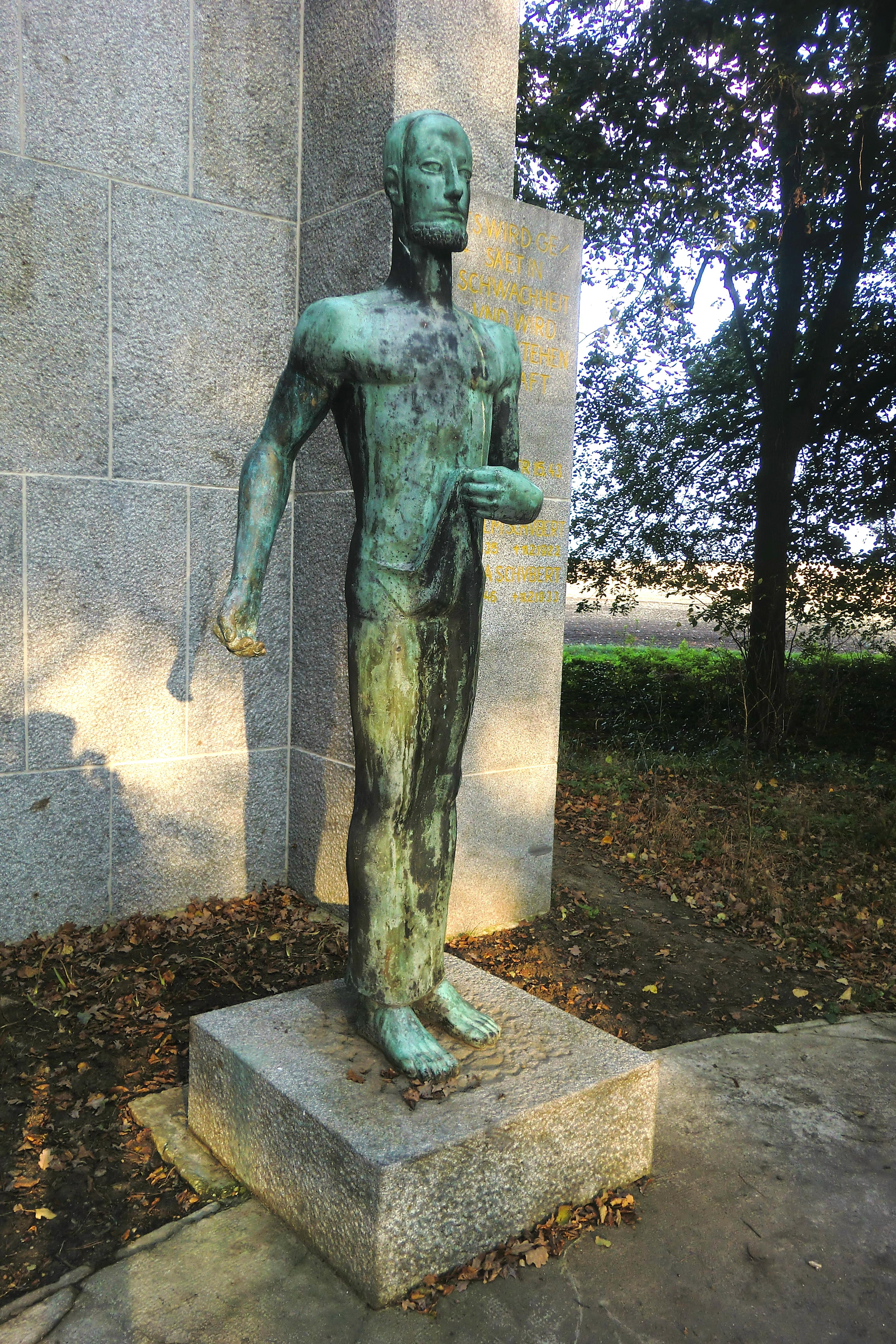
Christus als Sämann
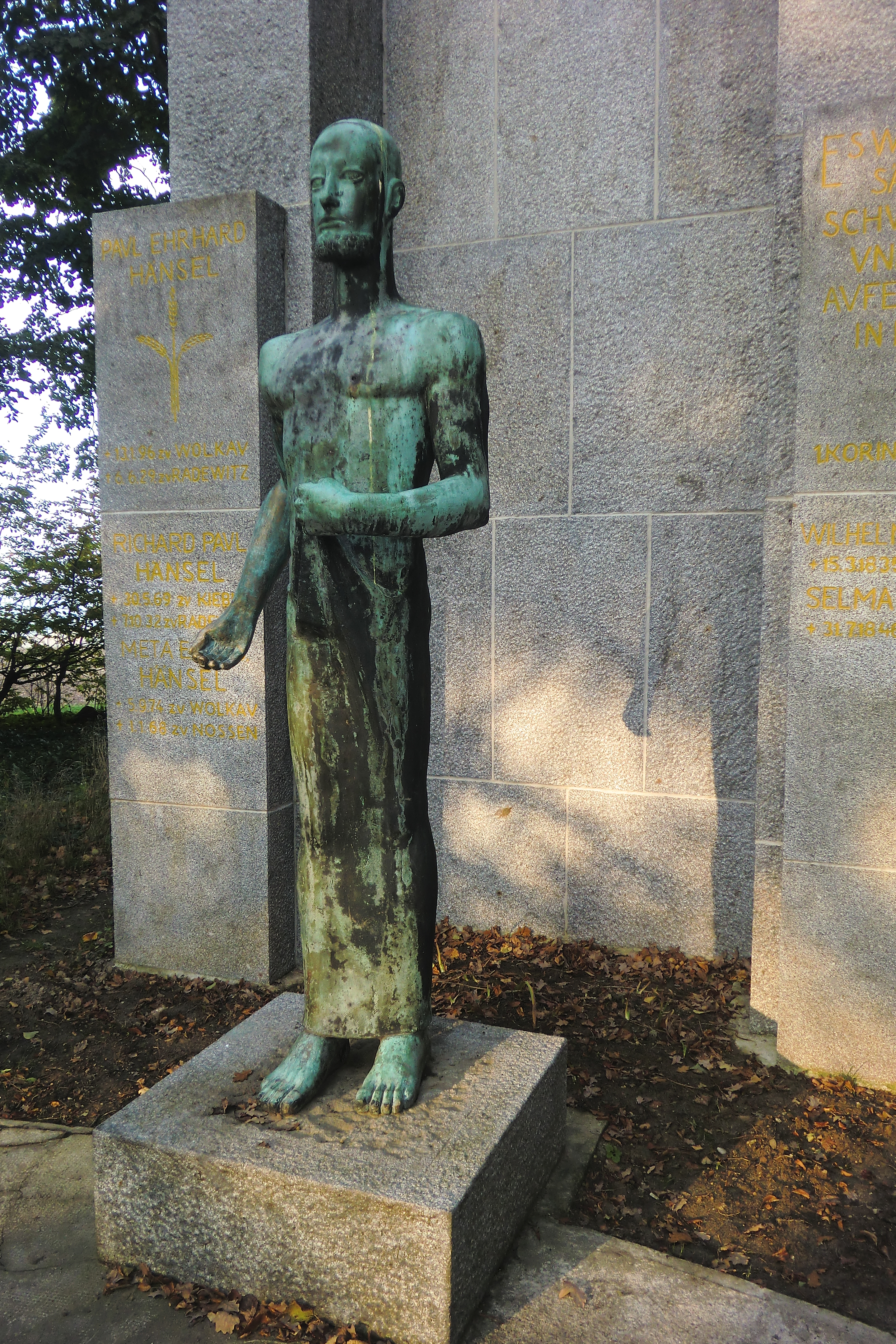
Christus als Sämann
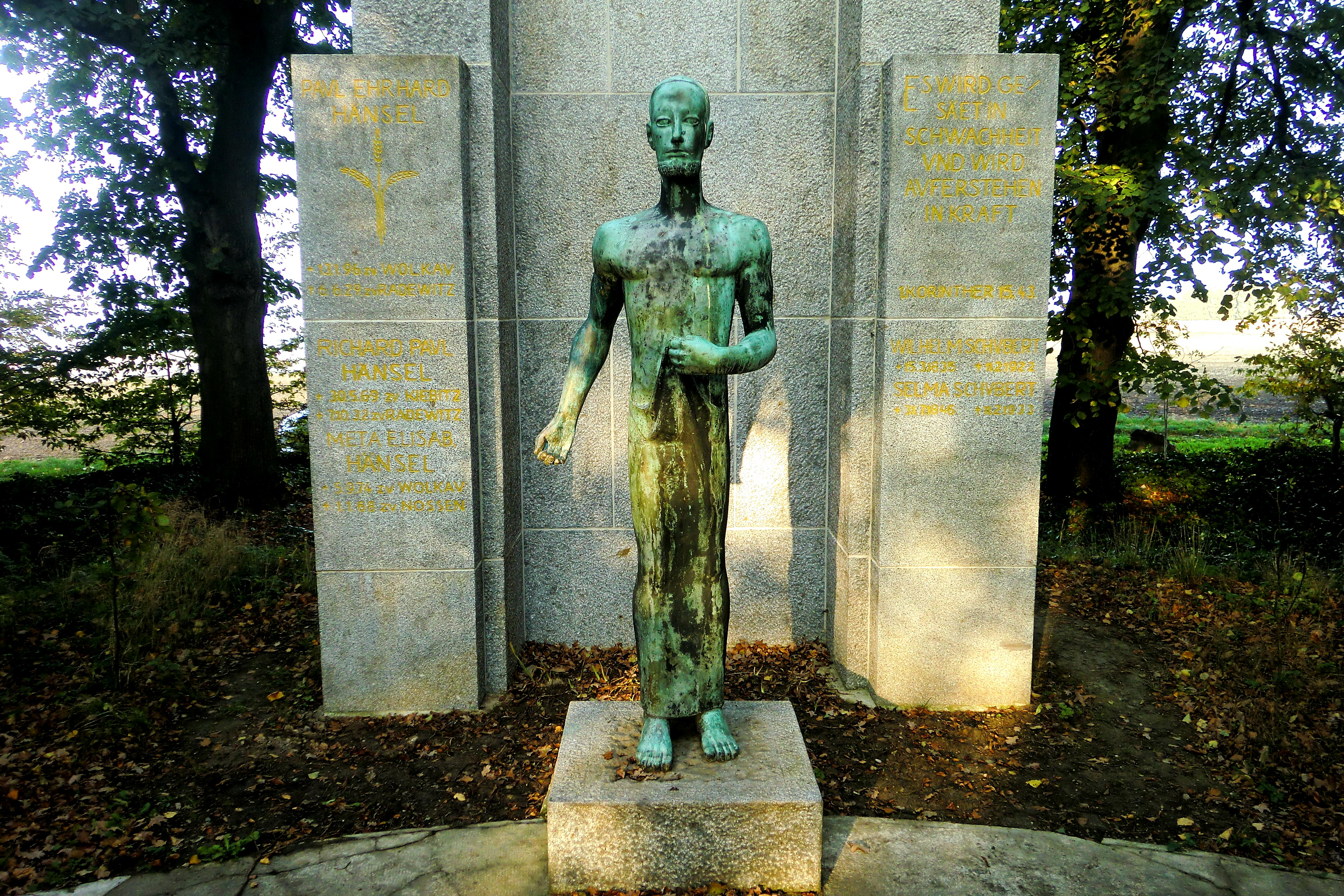
Christus als Sämann
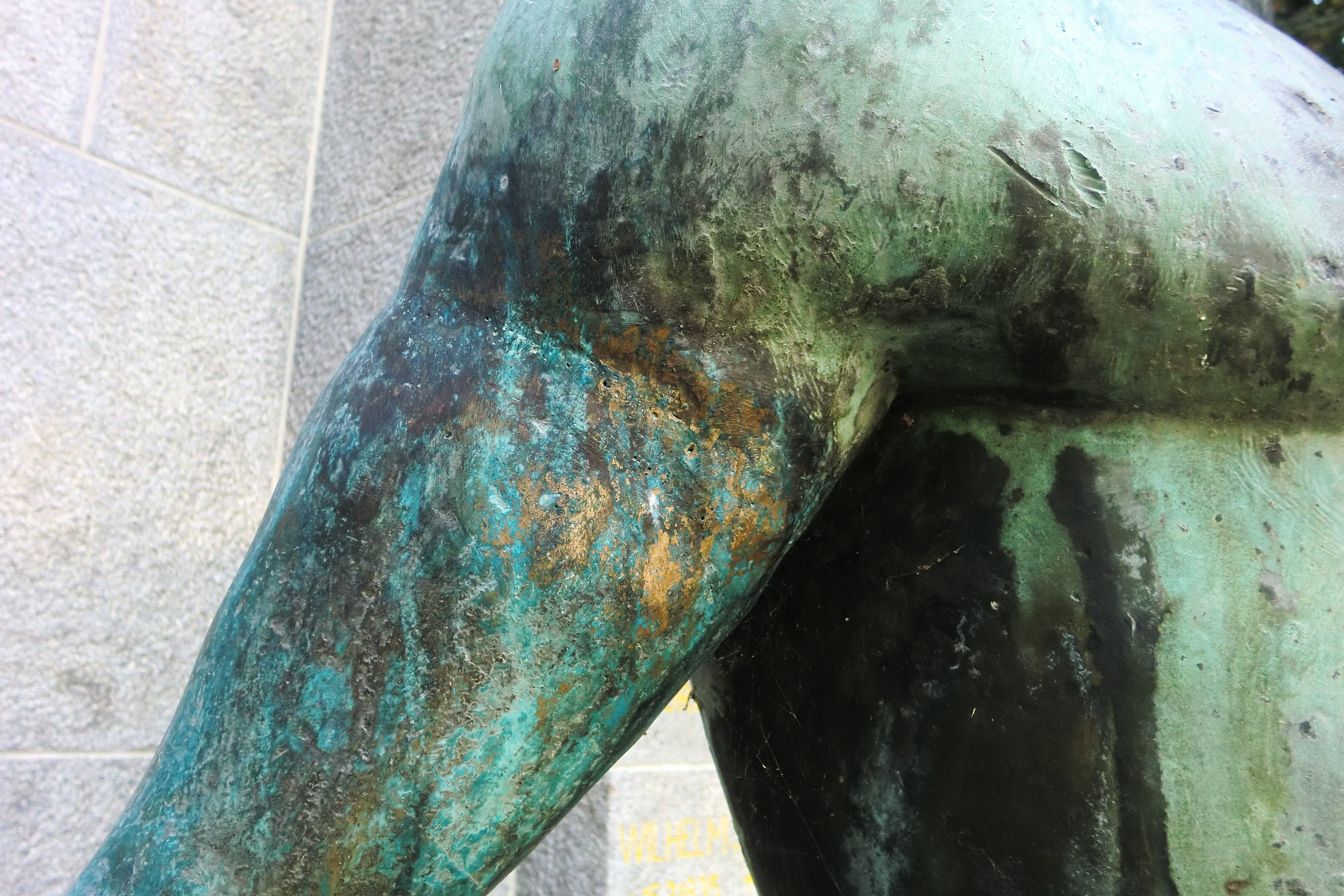
Christus als Sämann, Detail